# Botafogo
Botafogo és un barri de la Zona Sud de la ciutat de Rio de Janeiro, amb una població de 79.588 persones. És conegut per la clàssica postal turística de la badia de Botafogo, una platja de 0,7 km en forma de mitjalluna sobre la Badia de Guanabara amb vista cap al morro del Pão de Açúcar.
Els carioques l'anomenen també "barri de les clíniques" (a causa de la presència de nombrosos establiments) i "barri de les escoles" (hi ha set escoles municipals), i també es denomina barri de pas, en virtut dels túnels que el connecten a Copacabana i a la connexió vial de l'Aterro de Flamengo, que porta al centre de la ciutat.

## Ubicació i àrea territorial
Limita amb els barris de Copacabana, Humaitá, Urca, Leme, Flamengo, Laranjeiras i Cosme Velho.
Comparteix la Regió Administrativa IV (que porta el nom de Botafogo) amb els barris Catete, Cosme Velho, Flamengo, Glória, Humaitá, Laranjeiras i Urca.
Té una àrea territorial de 479,90 hectàrees, que el situa en la posició 41 entre els 160 barris de Rio de Janeiro quant a superfície. Té un 83,37 % d'àrees urbanitzades i/o alterades.

## Història

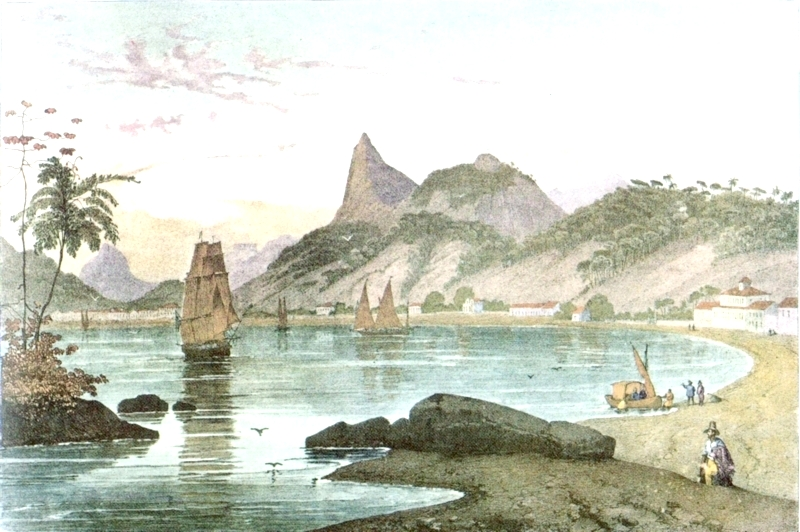
Il·lustració de la badia de Botafogo el 1820 (Johann Moritz Rugendas)

La badia de Botafogo era coneguda pels francesos com Le Lac (el llac), a causa de les seves aigües serenes. El primer a ocupar la zona va ser Antônio Francisco Velho, company d'Estácio de Sá en la fundació de la ciutat, el 1565. Va ser justament el fundador de Rio qui li va donar terres a la regió. El lloc va ser batejat el 1580, quan Francisco Velho va vendre les seves terres al portuguès João Pereira de Sousa Botafogo.
Cap a 1680, el vicari general Clemente José de Matos era amo d'una propietat que ocupava tota la regió, des de la platja fins a la llacuna Rodrigo de Freitas. El front de la chacra ocupava l'àrea de la badia de Botafogo entre els actuals carrers Voluntários da Pátria i Marquês de Olinda.
El 1657, Da Matos va obrir a les seves terres un camí que portava des de la platja fins a una capella en honor de São Clemente, origen del que després seria el carrer homònim. Fins al segle xvii, la zona era amb prou feines una comunicació entre Catete i el fort de São João (a la platja Vermelha, Urca).
Als inicis del segle xix, la zona encara era rural. El 1808, amb l'arribada des de Portugal de Joan VI de Portugal, van ser alçades enfront de la badia grans mansions que van atreure a la cort, comerciants adinerats i el cos diplomàtic. Al llarg del segle xix les terres del barri van ser ocupades per residències de rics aristòcrates, principalment en el carrer São Clemente, i el barri es va convertir a la zona més selecta de la ciutat.
El 1825 es va obrir el carrer Voluntários da Pátria, després el carrer Real Grandesa, i en la dècada de 1850 es van fer els carrers Dona Mariana, Sorocaba i Delfim (més tard Paulo Barreto).

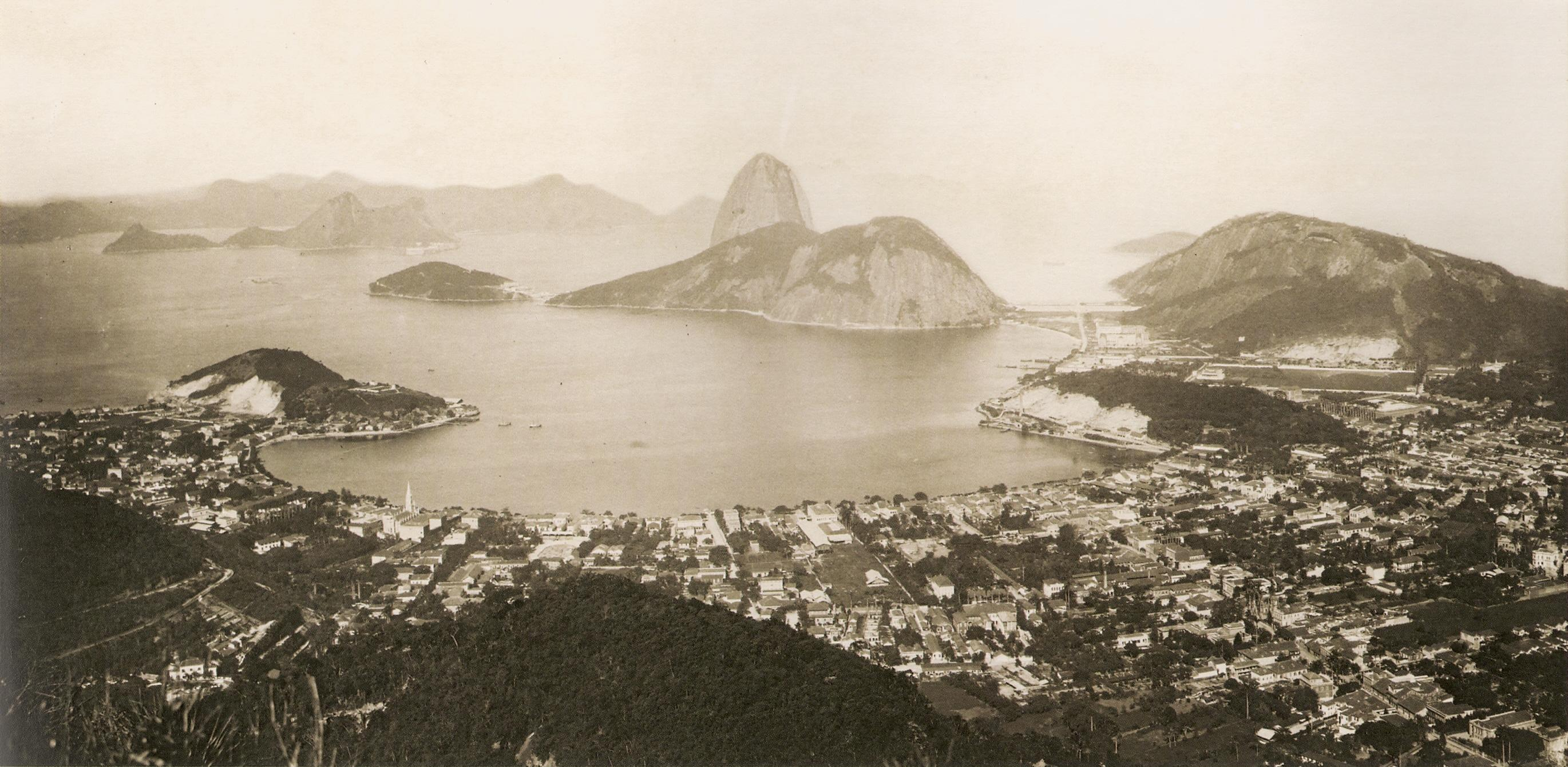
La badia de Botafogo el 1889.

Les terres van començar a ser ocupades per rics i nobles, després es van instal·lar al barri els barons del cafè i grans comerciants, amb les seves ostentoses residències, construïdes principalment en el carrer São Clement. La zona era llavors coneguda com a Franja Verda. L'església matriu de São João Batista, la més antiga de la zona (1831), es converteix en una de les referències del lloc.
Botafogo patia aquells anys inundacions en les èpoques de temporals, que deixaven intransitables els carrers del barri, problema que només es resoldria en les dècades de 1960 i 1970 amb obres de canalització i drenatge.
El factor més efectiu per al creixement de la zona va ser el transport marítim de passatgers. El 1843, un servei de vaixells a vapor va comunicar el barri amb Saco do Alferes (actual barri de Santo Crist).
Inaugurat per la Santa Casa de Misericòrdia el 1852, el cementiri São João Batista representa una fita històrics per a la ciutat, per haver estat un dels primers cementiris sense distinció de classes. El sistema d'il·luminació a gas va ser inaugurat el 25 de març de 1854, reemplaçant l'antiquat sistema que funcionava amb oli de balena.
El 1867 s'instal·la a la regió la companyia de Barcas Ferri, que ofereix un servei de transport hidroviari amb elegants embarcacions.
El 1894 va ser fundat el Club de Regates Botafogo i, el 1904, el Botafogo Football Club, que es van unir el 1942, per donar origen al tradicional Botafogo de Futebol e Regatas, conegut com a Glorioso.
L'obertura del túnel Velho, el 1892, va permetre l'arribada del transport públic fins a Copacabana. El 1906, amb la reforma urbana del prefecte Francisco Pereira Passos, s'expandeixen els serveis i moltes de les mansions van ser ocupades per ambaixades, consolats, col·legis i, més tard, per clíniques, restaurants i seus d'empreses.
Pereira Passos va ampliar el 1905 l'avinguda Beira-Mar, a la costa, dotant a la zona de jardins, parcs i arbredes a l'estil Promenade, mantenint el nom de Praia de Botafogo. El barri va passar a ser habitat també per operaris, artesans i comerciants.
Els anys 1920 apareixen nous carrers, definint la urbanització de Botafogo. Ja en la dècada de 1980, la inauguració de l'estació del metro i l'escassetat de terrenys disponibles a la Zona Sud van promoure el "redescobriment" del barri, estimulant noves promocions immobiliàries.

A començaments del segle xxi, Botafogo és la segona població més nombrosa de la Zona Sud, així com col·legis tradicionals, centres comercials i empresarials, reductes culturals, restaurants, grans empreses, hospitals, clíniques i el Palácio dona Cidade, seu de la prefectura de la ciutat, antiga ambaixada d'Anglaterra.